# Varize (Mosel·la)
Varize (fràncic lorenès Wibelskirch) és un municipi francès situat al departament del Mosel·la i a la regió del Gran Est. L'any 2007 tenia 488 habitants.

## Demografia

### Població
El 2007 la població de fet de Varize era de 488 persones. Hi havia 168 famílies, de les quals 28 eren unipersonals (8 homes vivint sols i 20 dones vivint soles), 52 parelles sense fills, 68 parelles amb fills i 20 famílies monoparentals amb fills.
La població ha evolucionat segons el següent gràfic:
Habitants censats

### Habitatges
El 2007 hi havia 183 habitatges, 176 eren l'habitatge principal de la família, 3 eren segones residències i 4 estaven desocupats. 173 eren cases i 9 eren apartaments. Dels 176 habitatges principals, 155 estaven ocupats pels seus propietaris, 16 estaven llogats i ocupats pels llogaters i 5 estaven cedits a títol gratuït; 2 tenien una cambra, 3 en tenien dues, 6 en tenien tres, 24 en tenien quatre i 141 en tenien cinc o més. 151 habitatges disposaven pel capbaix d'una plaça de pàrquing. A 65 habitatges hi havia un automòbil i a 100 n'hi havia dos o més.

### Piràmide de població
La piràmide de població per edats i sexe el 2009 era:
| Homes | Edats   | Dones |
| ----- | ------- | ----- |
| 0     | 95 o +  | 0     |
| 4     | 90 a 94 | 4     |
| 0     | 85 a 89 | 0     |
| 0     | 80 a 84 | 0     |
| 8     | 75 a 79 | 16    |
| 4     | 70 a 74 | 4     |
| 4     | 65 a 69 | 4     |
| 0     | 60 a 64 | 4     |
| 16    | 55 a 59 | 16    |
| 16    | 50 a 54 | 24    |
| 28    | 45 a 49 | 8     |
| 28    | 40 a 44 | 20    |
| 12    | 35 a 39 | 28    |
| 12    | 30 a 34 | 12    |
| 4     | 25 a 29 | 4     |
| 4     | 20 a 24 | 16    |
| 24    | 15 a 19 | 28    |
| 12    | 10 a 14 | 20    |
| 8     | 5 a 9   | 24    |
| 8     | 0 a 4   | 8     |

## Economia
El 2007 la població en edat de treballar era de 343 persones, 268 eren actives i 75 eren inactives. De les 268 persones actives 252 estaven ocupades (138 homes i 114 dones) i 16 estaven aturades (8 homes i 8 dones). De les 75 persones inactives 24 estaven jubilades, 26 estaven estudiant i 25 estaven classificades com a «altres inactius».

### Ingressos
El 2009 a Varize hi havia 182 unitats fiscals que integraven 503,5 persones, la mediana anual d'ingressos fiscals per persona era de 22.141 €.

### Activitats econòmiques
Dels 17 establiments que hi havia el 2007, 2 eren d'empreses de fabricació d'altres productes industrials, 2 d'empreses de construcció, 4 d'empreses de comerç i reparació d'automòbils, 3 d'empreses d'hostatgeria i restauració, 1 d'una empresa financera, 4 d'empreses de serveis i 1 d'una empresa classificada com a «altres activitats de serveis».
Dels 3 establiments de servei als particulars que hi havia el 2009, 2 eren lampisteries i 1 restaurant.
L'únic establiment comercial que hi havia el 2009 era una gran superfície de material de bricolatge.
L'any 2000 a Varize hi havia 8 explotacions agrícoles.

## Equipaments sanitaris i escolars
El 2009 hi havia una escola elemental.

## Poblacions més properes
El següent diagrama mostra les poblacions més properes.